# Zacint (municipi)
Zacint (en grec: Δήμος Ζακύνθου / Dímos Zakýnthou) és un municipi grec de la perifèria de les illes Jòniques que abasta l'illa de Zacint amb el illots adjacents i les Estròfades. Substituí la Prefectura de Zacint l'1 de gener del 2011 com a part del Programa Cal·lícrates. La seu del municipi és la ciutat de Zacint. Tanmateix la capital històrica és Bóhali. La seva superfície és de 407,58 km² i, segons el cens de 2011, la seva població era de 40.759 habitants.